# Матяши (Львовская область)
Матяши (укр. Матяші) — село в Добротворской поселковой общине Шептицкого района Львовской области Украины.
Население по переписи 2001 года составляло 69 человек. Занимает площадь 0,338 км². Почтовый индекс — 80411. Телефонный код — 3254.